# Bekény István
Bekény István (Szinérváralja, 1916. január 16. – Budapest, 1997. május 22.) magyar levéltáros, történész, lexikográfus és műfordító. A 20. századi magyar levéltártudomány meghatározó alakja, a Magyar Országos Levéltár polgári kori osztályának vezetője, számos levéltári segédlet és repertórium szerkesztője. Több történeti kézikönyv és lexikon szerzője, szerkesztője.

## Élete
Bekény István 1916. január 16-án született a Máramaros megyei Szinérváralján (ma Seini, Románia), egy régi erdélyi-partiumi nemesi családban. Édesapja, Bekény János jegyző volt. Felsőfokú tanulmányait Kolozsváron végezte, ahol francia–román szakos tanári oklevelet szerzett. 

## Pályafutása
Tanulmányai befejezését követően az 1940-es évek elején a nagyváradi Szent László Gimnáziumban tanított. 1942-ben elnyerte Ugocsa vármegye főlevéltárosi állását, azonban rövid időn belül behívták katonai szolgálatra. A háború után hazatérve a Belügyminisztériumban dolgozott.
1949 márciusában tért vissza a levéltári pályára: először a Pest Megyei Levéltárban dolgozott, majd májustól a Magyar Országos Levéltárhoz (MOL) került, ahol Ember Győző főigazgató mellett az intézmény titkárságát vezette. 1952–1953 között a Fővárosi Levéltár helyettes vezetője volt. Franciául,olaszul, spanyolul, románul felsőfokon beszélt.  1953-ban megbízást kapott a Levéltárak Országos Központja Tudományos Osztályának vezetésére.
1954-től egészen 1980. december 31-én történt nyugdíjazásáig a Magyar Országos Levéltár polgári kori osztályának osztályvezetője volt. Itt kiemelkedő szervezői és módszertani tevékenységet végzett: az ő irányításával született meg több alapvető fondjegyzék és segédlet, köztük a polgári kori kormányhatóságok és a Sajtó Levéltár repertóriuma.

## További szakmai munkái
1964-ben szerkesztette a Levéltári leltárak sorozat 27. kötetét, amely a polgári kori és tanácsköztársasági központi kormányhatóságok fond- és állagjegyzékének kiegészítését tartalmazza. Ez a kötet fontos alapmű a korszak kutatói számára, és a Magyar Országos Levéltár gyűjteményének egyik mérföldköve.

## Nemzetközi tevékenység
Bekény István 1967-ben UNESCO-ösztöndíjjal Spanyolországban végzett kutatásokat, ahol magyar vonatkozású levéltári dokumentumokat (hungarikákat) tárt fel. Munkájának eredményeként számos, korábban ismeretlen irat került be a hazai történeti kutatás vérkeringésébe. Részt vett több nemzetközi levéltáros kongresszuson is, amelyekről beszámolt szakmai publikációkban.

## Tudományos és ismeretterjesztő munkásság
Számos írása jelent meg a Levéltári Közlemények és a Levéltári Szemle hasábjain. Foglalkozott a levéltárak oktatásban és népművelésben betöltött szerepével, valamint tudósított a nemzetközi levéltári eseményekről, például az 1955-ös levéltáros kongresszusról is. Több levéltár-szervezési, módszertani kérdés rendezésének kezdeményezése kapcsolódott munkaköréhez.

## Lexikográfiai munkássága
Bekény István közreműködött több magyar enciklopédia és kézikönyv elkészítésében, így a Révai Új Lexikona és a   Magyarország a XX. században szerkesztésében is. Ebben többek között levéltári, államigazgatási és történelmi szócikkeket írt.

## Műfordítói tevékenység
Román nyelvismeretét nemcsak tanári pályáján, hanem fordítóként is kamatoztatta. 1960-ban lefordította Titus Popovici román író Éhség (Setea) című regényét, amely az Európa Könyvkiadó gondozásában jelent meg. Továbbá ő fordította magyarra Cezar Petrescu Az ígéretek városa című könyvét. Szamosi István álnéven Jékely Zoltánnal közösen részt vett Mihail Eminescu Szegény Dionis c. művének fordításában. 
Emellett más román szépirodalmi művek magyarra ültetésében is közre működött.

## Elismerések
Bekény István szakmai és közéleti munkásságát számos díjjal és elismeréssel ismerték el:
- Munka Érdemrend – arany fokozat (1965)
- Szocialista Kultúráért (1964)
- Szocialista Munkáért Érdemérem (1961, 1963)
- Munka Érdemérem (1956)
- Élmunkás (1949)
- Kiváló Dolgozó (többször)

## Halála
Bekény István 1997. május 22-én hunyt el Budapesten, 81 éves korában.